# Gille de Vlieg
Gille de Vlieg, née Gillian Ruth Hemson le 26 juillet 1940 en Angleterre, est une infirmière, une militante anti-apartheid et une photographe sud-africaine. 
Sa famille emménage en Afrique du Sud, alors qu'elle n'a que 3 ans. Dans les années 1980, elle adhère au mouvement des Black Sash, formalisant son engagement contre la politique d'apartheid du gouvernement sud-africain, et devient l'une des femmes membres du collectif photographique Afrapix. Ses images sont publiées dans des journaux, des magazines et des livres au niveau national et international. À propos de son travail, elle déclare avoir voulu témoigner d’une vision de l'Afrique du Sud que l'on ne voyait pas sur l'écran de la télévision sud-africaine de l'époque. 

## Biographie
Gillian Ruth Hemson nait à Plymouth, en Angleterre, en 1940, lors d'un raid de bombardement de l’aviation allemande sur la ville. Son père ayant été envoyé par la Royal Navy pour travailler sur des installations radar à la base navale de Simon's Town puis plus tard sur l'île de Salisbury, à Durban, sa mère et elle s’installent à Durban, en Afrique du Sud, en février 1944.
En 1958, elle suit une formation d'infirmière à Pietermaritzburg. Après avoir obtenu son diplôme, elle travaille à Londres et rencontre son premier mari, un journaliste. Après une courte période dans la province du Katanga dans l’ex-Congo belge, ils s'installent à Johannesbourg en 1963, où naissent leurs enfants. Son mariage se désintègre. Elle vit pendant un certain temps à Botha's Hill et à Durban où elle rencontre et épouse Rob de Vlieg, un fabricant de voiles. Ils retournent à Johannesbourg dans les années 1970,. 
En 1982, elle rejoint un mouvement de femme anti-apartheid, la Black Sash de Johannesbourg en tant que bénévole et elle est rapidement intégrée à leur comité régional puis en devient vice-présidente. À partir de 1983, elle commence à parcourir différentes régions d’Afrique du Sud pour la Black Sash, et à  faire des photos des déplacements forcés de population, des actes de violences, des funérailles, etc,.
Au plus fort d’émeutes étudiantes à Tembisa, en 1984, elle rentre  en contact avec des membres du Congress of South African Students (COSAS) de ce township de taille importante, à mi-chemin entre Johannesbourg et Pretoria. Le COSAS était une organisation nationale portant les intérêts des étudiants noirs des écoles au sein du mouvement de conscience noire. Elle se lie d’amitié avec ses contacts au sein du COSAS, bien que ce soit  une organisation interdite par le gouvernement sud-africain,.
L'une de ses activités au sein du mouvement Black Sash est de suivre les déplacements forcés des communautés de Johannesbourg d'origine rurales. De plus en plus intéressée par la photographie, elle a l’opportunité de rejoindre le collectif de photographes Afrapix et s’y forme. Les années suivantes, elle se consacre à des reportages photographiques documentaires sur plusieurs townships et zones rurales, principalement dans la province du Transvaal. Elle réussit à contourner l’interdiction faite aux femmes blanches d'entrer dans les townships noirs, pour documenter la situation dans ces localités,. Elle entre en contact avec des personnes ayant subi des violences. Devant une de ses personnes, raconte-t-elle, « je me suis rendu compte que j'étais infirmière et j'ai vu que ses blessures étaient infectées. J'ai enlevé ses bandages et j'ai nettoyé ses blessures. Je lui ai demandé si je pouvais le photographier [...] D'une certaine manière, en enlevant ses bandages, en nettoyant ses blessures et en prenant les photos, je donnais quelque chose et je ne faisais pas que prendre les photos ». 
Au milieu des années 1980, la situation est particulièrement marquée par des abus et des maltraitances  dans les townships : tortures, meurtres, vengeances, punitions, etc.. Ces actes sont le fait en partie des forces de l’ordre. Les autorités jouent aussi des combats ethniques et politiques entre l'Inkatha et l'ANC. Ces affrontements avaient le mérite pour les autorités de diviser l'opposition à l'apartheid et les modes d'autogestion que les communautés, soumises à la politique d'apartheid, avaient réussi à mettre en place. 
Sa maison, située dans la banlieue nord de Johannesburg, est plusieurs fois utilisée comme cachette par des militants du COSAS recherchés par la police. En juin 1986, De Vlieg est arrêtée après une descente chez elle, et reste en détention pendant trente-sept jours. À sa libération, elle reprend ses reportages photographiques, et participe également à des expositions. 
Des décennies après la fin de l’apartheid, Kylie Thomas, chercheuse associée à l’Institut pour la réconciliation et la justice sociale de l’université de l'État-Libre, à Bloemfontein, mentionne, concernant les photos de Gille de Vlieg, que celles-ci « nous obligent à affronter certains des aspects les plus douloureux de la violence de l'apartheid et à penser à la violence non seulement au moment où elle s'est produite, mais aussi à ses conséquences [...]. Ces photographies appellent ceux d'entre nous qui les regardent à résister à l'effacement violent et triomphal du traumatisme du passé et à reconnaître au contraire la blessure que l'histoire de l'apartheid laisse ».
En 2012, elle présente une exposition intitulée : Hidden from View : Community Carers and HIV in Rural South Africa. Elle vit désormais sur la côte nord du KwaZulu-Natal

## Principales expositions collectives
- 1985 : People's Portraits – South African National Gallery, Le Cap
- 1987 : Taking Sides in South America – Toronto Photographers Workshop, Toronto
- 2002 : Shooting Resistance : South African Photography 1976 – 1994 – Gallerie Axis, New York
- 2011 : Photography 1950 – 2010 – Pretoria Art Museum, Pretoria
- 2012 : Rise and Fall of Apartheid : Photography and the Bureaucracy of Everyday Life – International Centre of Photography, New York.

## Principales expositions personnelles
- 2006 : Rising Up  au Constitution Hill, à Johannesburg, une exposition inaugurée par la juge  Kate O'Regan de la Cour constitutionnelle sud-africaine
- 2009 : Rising Up Together  à la Durban Art Gallery, une rétrospective classée par thèmes[6]
- 2012 :'Hidden from View: Community Carers and HIV in Rural South Africa', organisé à l'Université du KwaZulu-Natal, produit en coopération avec Amnesty International

## Principales publications
- 1985 : Vukhani Makhozikazi[7]
- 1989 : Beyond the Barricades (ouvrage collectif[7],[8]).
- 2006 : Women by Women: 50 Years of Women's Photography in South Africa (recueil de photographies de plusieurs photographes)[7].